# Marc Emili Regil
Marc Emili Regil (en llatí: Marcus Aemilius Regillus) va ser un magistrat romà. Formava part de la gens Emília, una antiga gens romana de probable origen sabí, i era de la família dels Regil.
Va ser escollit cònsol romà junt amb Tit Otacili Cras el 214 aC per la centuria praerrogativa, i sens dubte hauria pres possessió del càrrec, però Quint Fabi Màxim que presidia els comicis, va fer una intervenció davant del senat i va al·legar la necessitat de generals més experimentats per fer front a Hanníbal. Regil, a més, era Flamen Quirinalis i no podia sortir de la ciutat. Regil i Otacili van veure revocades les seves candidatures i va ser escollit el mateix Fabi Màxim amb Marc Claudi Marcel III. Emili Regil va morir l'any 205 aC quan era Flamen Martialis.